# Italy Women's Cup
La Italy Women's Cup era un torneo amistoso anual de fútbol femenino. La LND lo creó en 2003, un año después de que la UEFA creara la Liga de Campeones Femenina, con la intención de que se convirtiera en la contrapartida femenina de la Copa de la UEFA. Pero el torneo no recibió el apoyo esperado de la UEFA y desapareció en 2008.
La jugaban el campeón de la copa italiana y los clasificados 2º a 4º en la Serie A, y algunos equipos extranjeros invitados que también habían acabado en esas posiciones o habían ganado su copa nacional. Las dos primeras ediciones las ganaron equipos italianos, el SS Lazio y el ASD Torres, y las dos siguientes extranjeros, el Lada Togliatti y el Legenda Chernígov. En 2007 no se celebró, y en la última edición el Torres laganó por segunda vez.

## Finales
- 2003 SS Lazio 5-0 ASD Fiammamonza
- 2004 ASD Torres 2-2 Lada Togliatti (penaltis: 6-5)
- 2005 Lada Togliatti 1-0 ASD Torres
- 2006 Lehenda Chernihiv 0-0 Lada Togliatti (penaltis: 3-2)
- 2008 ASD Torres 2-0 ASD Fiammamonza

### Clasificación
| Año  | 1º      | 2º          | 3º      | 4º        | 5º         | 6º        | 7º          | 8º         | 9º      | 10º      | 11º      | 12º   |
| ---- | ------- | ----------- | ------- | --------- | ---------- | --------- | ----------- | ---------- | ------- | -------- | -------- | ----- |
| 2003 | Lazio   | Fiammamonza | Sparta  | Bardolino | Saestum    | Torres    | Sp. Raisio  | Filiriakos |         |          |          |       |
| 2004 | Torres  | Lada        | Saestum | Milán     | Lehenda    | Bardolino | HJK         | Lazio      |         |          |          |       |
| 2005 | Lada    | Torres      | Lehenda | Fortuna   | Atalanta   | Torino    | Wroclaw     | Reggiana   | Honka   | Compex   | Slavia   | Loden |
| 2006 | Lehenda | Lada        | Torino  | Torres    | Charlton   | Vigor     | Bardolino   | HJK        | Masinac | Torrejón | Calabria | Íris  |
| 2007 | — 1     |             |         |           |            |           |             |            |         |          |          |       |
| 2008 | Torres  | Fiammamonza | Clujana | Torino    | Tavagnacco | Atalanta  | Slovan D.S. | Ceriba     |         |          |          |       |

1 No se celebró